# 阿努·卡力亭·沙力朋安
阿努·卡力亭·沙力朋安（1977年4月12日－）台灣原住民阿美族人，出生於花蓮縣豐濱鄉港口部落 (Makota'ay)。1996年離開部落到台北工作，2005年回到部落尋找逐漸失去的民族認同，陸續加入在地藝術創作團體，長期致力於藝術創作、部落文化傳承以及族語的推廣。
2014年獲得第25屆金曲獎最佳原住民語歌手獎，專輯《cepo'混濁了》亦入圍第25屆金曲獎最佳原住民語專輯獎，以及第5屆金音獎最佳民謠專輯獎。

## 生平
阿努自小在傳統的阿美族（Pangcah）部落裡長大，年輕時離家求學與工作，然而多年的都市生活也漸漸讓內心開始對人生產生疑惑。於是在28歲時決定帶著所有的積蓄返鄉，三、四年的時間沒有工作，沒有收入，確有滿滿的心靈收穫，每天跟著部落的長兄去打獵、去抓魚，參加部落裡各種大大小小的事物，漸漸地找回作為一個阿美族青年的尊嚴。1996年離開部落到台北工作，2000年到2004年於電視媒體從事燈光技術的工作，2005年決定回到部落重新找尋自己失去的民族認同，期間學習音樂、舞蹈、漂流木等部落文化，陸續加入「項鍊樂團」、「鹹豬肉樂團」、「Cepo劇團」等藝術創作的團體。
視覺藝術創作類的作品依序在花蓮文化創意園區（花蓮舊酒廠）及花蓮松園與豐濱鄉發表。2012年影像作品《文化音痴》受邀發表於第9屆上海雙年展《中山公園計畫》。 
分別於2009年與2011年獲選為第2屆與第3屆「原住民藝術工作者駐村」計畫之表演藝術類的藝術家。2011年至2013年在港口部落年祭 (ilisin) 中被青年推舉為港口部落青年會會長一職，長期致力於音樂創作、部落文化傳承以及族語的推廣。2010年以車庫音樂的方式獨立製作 EP《呼喚》，雖然錄音品質距離專業尚有一段距離，但也為其音樂生涯立下基礎，阿努開始嘗試在花東地區小型藝文空間演出。 
2012年底開始製作首張個人專輯《cepo’混濁了》，為期將近一年籌備製作，直至2013年8月正式發行。同年亦獲原舞者（財團法人原舞者文化藝術基金會）邀請，參與原住民族大型歌舞劇《Puing找路》演出，擔任男主角瓦旦一職，2013年11月1日於國家劇院戲劇廳演出，至此，阿努開始以音樂創作者與表演藝術工作者的角色為大眾所熟知。
阿努作為阿美族人，身處文化斷層的今日，有感於文化式微、語言流失與族群離散，始終專注於母語音樂的創作，希望透過音樂喚起更多人對原民議題的關注。 2019年底製作個人專輯《認真生活laloken ko orip》，想討論的是原民在當代環境中如何超越現實世界的種種困境？如何跳脫被資本主義、消費社會、國族主義、西方世界所建構的現代社會，要如何在找尋方法抵抗現實、感知自由。如是回到自然、回到自己、回到人的本質。

## 音樂作品
- 2010年 ＥＰ《呼喚》
- 2013年 專輯《cepo’混濁了》
- 2013年 合輯《天空的眼睛》，單曲製作演唱〈祖先的土地去了哪裡〉
- 2017年 電視劇《巴克力藍的夏天》主題曲〈跟著〉及其配樂
- 2019年 專輯《孩子啊跟著》
- 2019年 專輯《認真生活laloken ko orip》
- 2020年 台灣燈會「原藝交響燈區」音樂設計製作
- 2021年 原住民族電視台頻道形象設計之音樂設計製作

## 入圍及得獎記錄
- 專輯《cepo’混濁了》獲得第25屆金曲獎最佳原住民語歌手獎
- 專輯《cepo’混濁了》入圍第25屆金曲獎最佳原住民語專輯獎
- 專輯《cepo’混濁了》入圍第5屆金音獎最佳民謠專輯獎
- 電視劇《巴克力藍的夏天》配樂入圍第52屆金鐘獎音效獎
- 專輯《認真生活laloken ko orip》入圍第31屆金曲獎最佳原住民語歌手獎
- 專輯《認真生活laloken ko orip》入圍第31屆金曲獎最佳原住民語專輯獎
- 專輯《認真生活laloken ko orip》入圍第31屆金曲獎最佳年度專輯獎
- 專輯《認真生活 Diligent Life》獲得第1屆 PlayMusic Awards年度客語/原住民語音樂專輯獎

## 相關網站
- 阿努·卡力亭·沙力朋安的 Facebook （页面存档备份，存于）
- 阿努·卡力亭·沙力朋安的個人網站 （页面存档备份，存于）